# Штепханспошинг
Штепханспошинг (њем. Stephansposching) општина је у њемачкој савезној држави Баварска. Једно је од 26 општинских средишта округа Дегендорф. Према процјени из 2010. у општини је живјело 3.058 становника. Посједује регионалну шифру (AGS) 9271151.

## Географски и демографски подаци
Штепханспошинг се налази у савезној држави Баварска у округу Дегендорф. Општина се налази на надморској висини од 325 метара. Површина општине износи 44,7 km². У самом мјесту је, према процјени из 2010. године, живјело 3.058 становника. Просјечна густина становништва износи 68 становника/km².